# Christopher G. Demetriou
Christopher G. Demetriou se graduó como Ingeniero Eléctrico en la Universidad de Berkeley en mayo de 1994. Es uno de los fundadores del proyecto NetBSD, y uno de los miembros fundacionales del grupo NetBSD Core Group, aunque actualmente no participa de forma activa en el proyecto.

## Relación con el software libre
Junto a Charles M. Hannum, Adam Glass, Theo de Raadt en 1993, crean el proyecto NetBSD. Su repositorio se inicia el 21 de marzo de 1993 y su primera versión oficial NetBSD 0.8 se termina en abril de 1993. En ese momento Chris y Adam eran estudiantes de último curso en Berkeley. Chris trabajó de forma activa en el mantenimiento del núcleo del sistema hasta 1995. Posteriormente y hasta agosto de 1997, se encarga del mantenimiento de la versión para alpha de NetBSD.
Él fue el moderador inicial del grupo de noticias comp.unix.bsd.netbsd.announce newsgroup, tuvo que abandonar esta actividad al dejar el mantenimiento del núcleo, pero la recuperó en abril de 1998 al no encontrarse un voluntario que quisiera moderar el grupo de noticias. Hoy en día su participación en el proyecto NetBSD está muy limitada a pequeñas actividades: ser beta-tester, contestar preguntas de los usuarios, dar consejos y ofrecer una perspectiva histórica del desarrollo del proyecto.
Esporádicamente ha participado en otros proyectos relacionados como FreeBSD. Es autor de uno de los tipos de licencia de software libre usados por la universidad de Berkeley Christopher G. Demetriou y que fue utilizada para licenciar NetBSD.

## Actividades para la empresa privada
En sus primeros trabajos, se dedicó a realizar tareas asociadas al sistema NetBSD para: DEC e Internet Appliance Group en Palo Alto (California) y Carnegie Mellon University, School of Computer Science's y Parallel Data Lab en Pittsburgh (Pensilvania).
A continuación trabajó para los laboratorios AT&T en Menlo Park (California), posteriormente se desplaza al área de la bahía de San Francisco, donde trabaja en Vayu Communications (hoy en día desaparecida).
Trabaja para SiByte, que en diciembre de 2000 es adquirida por Broadcom, compañía que en 2006 se dedicaba al desarrollo de tecnología Wi-Fi. El cargo que ocupa Chris en esa fecha es Senior Staff Design Engineer en el departamento Broadband Processor Business Unit

## Publicaciones
- Chris G. Demetriou: Proceedings of the FREENIX Track: 2002 USENIX Annual Technical Conference, June 10-15, 2002, Monterey, California, USA USENIX 2002.[13]
- A. Gibson, Daniel Stodolsky, W. Chang, William V. Courtright II, Chris G. Demetriou, Eka Ginting, Mark Holland, Qingming Ma, LeAnn Neal, R. Hugo Patterson, Jiawen Su, Rachad Youssef, Jim Zelenka: The Scotch Parallel Storage Systems. COMPCON 1995:[14] 403-410.